# Michał Chaciński
Michał Chaciński (ur. 4 marca 1971 w Gdańsku) – polski krytyk filmowy, dziennikarz, tłumacz konferencyjny, producent filmowy.

## Życiorys
Absolwent filologii angielskiej na Uniwersytecie Gdańskim. Zajął się działalnością publicystyczną jako autor tekstów krytyczno-filmowych i dziennikarskich, m.in. w  „Gazecie Wyborczej”, „Filmie”, „Polityce”, „Variety”, „Esensji”. W 2005 został współpracownikiem Telewizji Polskiej (m.in. jako krytyk filmowy w TVP Kultura), a w 2007 ekspertem przy Polskim Instytucie Sztuki Filmowej. W latach 2005–2017 w TVP Kultura prowadził Tygodnik kulturalny.
23 lutego 2011 został powołany przez ministra kultury i dziedzictwa narodowego Bogdana Zdrojewskiego na dyrektora artystycznego Festiwalu Polskich Filmów Fabularnych w Gdyni na okres 2011–2013.
W 2002 został laureatem Nagrody im. Krzysztofa Mętraka (2002) dla młodych krytyków filmowych, w 2010 laureatem Nagrody Polskiego Instytutu Sztuki Filmowej (2010) w kategorii krytyka filmowa.